# Devínska Nová Ves (nádraží)
Devínska Nová Ves je železniční stanice v obci, která byla připojena k Bratislavě během takzvané druhé vlny rozšiřování města v roce 1971. Stanice si ponechala původní název. Vede tudy od 20. srpna 1848 první neanimální železniční trať na území současného Slovenska z rakouské Vídně přes Gänserndorf do Bratislavy. Spojuje se zde tratí přes Kúty do Skalice zprovozněné 27. září 1891. Vychází odtud i vlečka do automobilového závodu Volkswagen. Před válkou tudy ještě vedla úzkorozchodná trať s délkou 4 km trasovaná podél řeky Moravy na odvoz štěrkopísku.